# Лункою-де-Жос
Лункою-де-Жос (рум. Luncoiu de Jos, рум. Alsólunkoj) — село в жудеце Хунедоара в Румынии. Административный центр коммуны Лункою-де-Жос.

## Описание
Село расположено в 317 километрах к северо-западу от Бухареста, в 25 километрах к северо-западу от Девы, в 99 километрах к юго-западу от Клуж-Напоки, в 125 километрах к востоку от Тимишоары. Ближайший аэропорт к селу — Международный аэропорт Клуж-Напока имени Аврама Янку (Avram Iancu International Airport Cluj).
В селе находится деревянная Церковь Успения Девы Марии.
| Климатограмма Лункою-де-Жос           | Климатограмма Лункою-де-Жос | Климатограмма Лункою-де-Жос | Климатограмма Лункою-де-Жос | Климатограмма Лункою-де-Жос | Климатограмма Лункою-де-Жос | Климатограмма Лункою-де-Жос | Климатограмма Лункою-де-Жос | Климатограмма Лункою-де-Жос | Климатограмма Лункою-де-Жос | Климатограмма Лункою-де-Жос | Климатограмма Лункою-де-Жос |
| ------------------------------------- | --------------------------- | --------------------------- | --------------------------- | --------------------------- | --------------------------- | --------------------------- | --------------------------- | --------------------------- | --------------------------- | --------------------------- | --------------------------- |
| Я                                     | Ф                           | М                           | А                           | М                           | И                           | И                           | А                           | С                           | О                           | Н                           | Д                           |
| 93 −2 −7                              | 69 2 −7                     | 92 10 −2                    | 117 18 6                    | 142 20 11                   | 130 23 13                   | 124 25 16                   | 83 25 17                    | 91 19 11                    | 105 13 6                    | 64 8 0                      | 89 −2 −8                    |
| Температура в °C • Сумма осадков в мм |                             |                             |                             |                             |                             |                             |                             |                             |                             |                             |                             |

| Национальность | Численность | Удельный вес |
| -------------- | ----------- | ------------ |
| румыны         | 817         | 98,8 %       |
| цыгане         | 9           | 1,1 %        |